# Batalla naval de Ulsan
La batalla de Ulsan (en japonés 蔚山海戦 y en ruso Ульсанское морское сражение), conocida también como la Batalla del Mar de Japón o la Batalla rusa del Estrecho de Corea, fue una batalla naval librada el 14 de agosto, parte de la Guerra ruso-japonesa (del 8 de febrero de 1904 al 5 de septiembre de 1905).

## Antecedentes
Al comienzo de la guerra ruso-japonesa, la mayor parte de la flota rusa del Pacífico fue bloqueada dentro de los límites de Port Arthur por la Armada Imperial Japonesa. Sin embargo, la base naval subsidiaria rusa en Vladivostok, aunque bombardeada por un escuadrón japonés bajo el mando del vicealmirante Dewa Shigetō en marzo de 1904, permaneció prácticamente intacta. Ubicada en Vladivostok había una fuerza de guarnición compuesta por el crucero ligero Bogatyr y el crucero auxiliar Lena y un escuadrón de cruceros independientes de Vladivostok más fuerte formado por los cruceros blindados Rossia, Rurik y Gromoboi. Dicha fuerza estuvo bajo el mando del contralmirante Karl Jessen del 15 de marzo al 12 de junio de 1904, el vicealmirante Petr Bezobrazov del 12 de junio al 16 de octubre de 1904 y de Jessen nuevamente desde el 15 de octubre de 1904 hasta el final de la guerra.
El Escuadrón de Cruceros Independientes de Vladivostok realizó un total de seis salidas desde Vladivostok para incursiones comerciales en 1904, hundiendo un total de 15 transportes.  La primera incursión tuvo lugar del 9 al 14 de febrero a lo largo de la costa de Japón, en la que se hundió un solo transporte. La segunda duró del 24 de febrero al 1 de marzo a lo largo de la costa de Corea sin ningún resultado. Sin embargo, durante la tercera incursión del 23 al 27 de abril, el escuadrón ruso tendió una emboscada a los transportes de tropas japoneses que se acercaban a Port Lazarev en Corea, causando daños considerables. La cuarta incursión, del 12 al 19 de junio, hundió varios transportes en el estrecho de Tsushima en lo que se denominó el " incidente de Hitachi Maru ", y resultó en la captura de un transporte británico, el Allantown. A esto le siguió la quinta incursión del 28 de junio al 3 de julio, nuevamente en el estrecho de Tsushima, en la que se capturó el transporte británico Cheltenham. Finalmente, del 17 de julio al 1 de agosto, el escuadrón ruso asaltó la costa del Pacífico de Japón y hundió un carguero británico y otro alemán. Como resultado de estas operaciones, los japoneses se vieron obligados a asignar a la 2ª Flota de la Armada Imperial Japonesa bajo el mando del Vicealmirante Kamimura Hikonojō con recursos considerables en un intento de localizar y destruir el escuadrón ruso. El hecho de que Kamimura no lo hiciera en varias ocasiones generó considerables comentarios públicos adversos en Japón.

### 11 de agosto
Tres cruceros rusos estaban en Vladivostok reabasteciéndose y reparando sus averías tras el exitoso raid a la bahía de Tokio cuando un telegrama del Primer Escuadrón del Pacífico en Port Arthur llegó a Vladivostok la tarde del 1 de agosto de 1904, afirmando que el almirante Wilgelm Vitgeft había decidido intentar romper el bloqueo japonés: así pues, se ordenó al Vicealmirante Jessen que saliera con el Escuadrón de Cruceros de Vladivostok para ayudar. Sin embargo, tan tarde como el 5 de agosto de 1904, se recibió un telegrama de Vitgeft indicando su intención de perecer con Port Arthur, por lo que los cruceros de Vladivostok se tomaron tiempo para prepararse para la acción. Debido al retraso en la navegación, había pocas esperanzas de poder ayudar al Primer Escuadrón del Pacífico en el paso crítico del estrecho de Tsushima; pero suponiendo que Vitgeft tendría éxito, los dos escuadrones planearon reunirse en el Mar de Japón.

### 12 de agosto
La pequeña escuadra estaba aparejada en la tarde, el general Jessen arboló su insignia a bordo del Rossia en el mar de Japón, los buques de guerra del Escuadrón de Cruceros de Vladivostok se formaron en línea de frente a intervalos de 4 millas náuticas (7,4 km) para que abarcara la máxima superficie de exploración posible, y se dirigieron hacia el sur a 14 nudos (26 km/h), con la expectativa de avistar el Escuadrón de Port Arthur cada hora. Sin embargo, el Escuadrón Port Arthur no había sido avistado a la mañana siguiente. Cuando el escuadrón de cruceros de Vladivostok se acercó a Busan, Jessen informó a sus capitanes que no tenía intención de intentar pasar el estrecho de Tsushima y ordenó al escuadrón que regresara a Vladivostok.
Durante ese tiempo el vicealmirante japonés Kamimura Hikonojō, que volvía de su expedición en el mar amarillo, atravesó el Estrecho de Corea y durante la noche las dos escuadras se cruzaron sin verse. 

## La batalla

### 14 de agosto
Cuando al amanecer Kamimura vio con estupefacción que la escuadra rusa estaba detrás de él, las fuerzas se inclinaban hacia el bando japonés ya que contaban con 4 cruceros frente a los 3 de los rusos.
Los primeros intercambios de disparos se realizaron a las 05:20 AM a una distancia de 9000 metros: el Izumo y el Iwate concentraron su fuego en el Rurik, con el Azuma concentrándolo en el Rossia y el Tokiwa en el Gromobói.
A las 05:45 AM las escuadras, que habían seguido una ruta convergente, se encontraban a unos 5000 metros. Los impactos japoneses se sucedían y comenzaron a desencadenarse incendios a bordo de los buques rusos, debiendo reducir su marcha, sobre todo el Rurik que era el que más sufría.
A las 05:50 AM Jessen realizó un cambio de rumbo a estribor para ganar distancia, esta maniobra hizo que el fuego de los cuatro cruceros japoneses se concentrara en el Rurik. El crucero ruso se encontraba en un estado desesperado a las 06:00 AM cuando se ordenó un nuevo cambio de rumbo.
A las 06:17 AM la distancia es de 9000 metros y los rusos seguían intentando alejarse de la escuadra japonesa. Kamimura maniobró intentando cortar la línea, cuando el Izumo recibió un impacto directo que destruyó su torreta de proa, y el Azuma se distanció. Se produjo un momento de cese en la batalla mientras que los japoneses volvían a tomar su formación.
A las 06:24 AM la escuadra japonesa ya se encontraba nuevamente formada con rumbo y su mayor velocidad hacía que se recortara rápidamente la distancia, se encontraban a unos 8500 metros cuando se reinició el fuego, concentrado nuevamente sobre el Rurik. En pocos minutos encajó dos proyectiles bajo la línea de flotación y uno de ellos le destrozó el timón, por lo que su velocidad se redujo considerablemente y tuvo que gobernar con las hélices.
A las 06:40 AM el Rurik se encontraba aislado, y un nuevo impacto lo dejó ingobernable, con su popa prácticamente sumergida y describiendo círculos aunque sus cañones no dejaban de disparar. Jessen maniobró de nuevo a las 06:43 AM intentando distraer el fuego enemigo, una maniobra valiente, aunque inútil visto el estado en que se encontraba en crucero, pues acercaron a las escuadras a menos de 5000 metros.
A las 08:20 AM Kamimura recibió el refuerzo de los cruceros Naniwa y Takachia: entonces Jessen decidió que ya no era posible continuar la lucha, e indicó mediante señales al Rurik que ponía rumbo a Vladivostock con sus dos cruceros restantes.
A las 10:00 AM los cruceros japoneses perseguidores informaron que sus reservas de municiones estaban muy bajas tras casi 5 horas de combate, mientras que los buques rusos no aminoraban su marcha. Kamimura decidió abandonar la persecución.
A las 10:50 AM el Rurik se hundió, y de los 805 hombres de su dotación 625 fueron recogidos por los japoneses.